# Louis Tiercelin

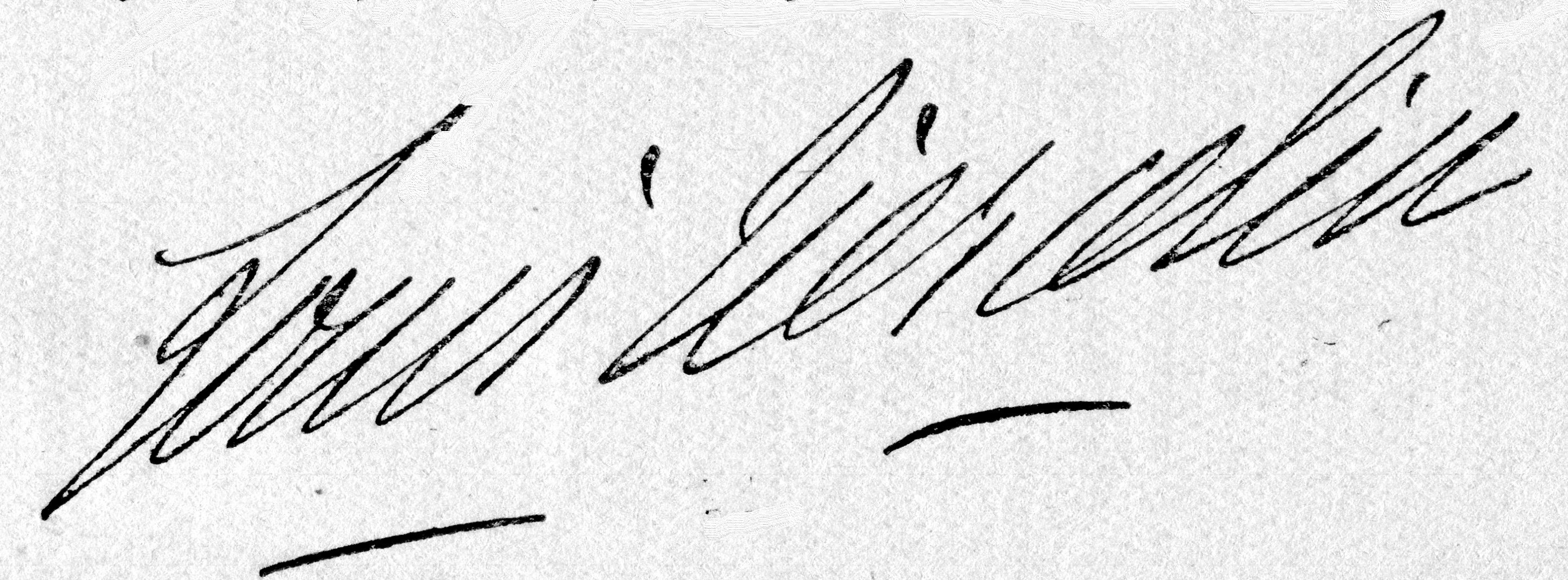
Unterschrift von Louis Tupiercelin (vor 1920)

Louis Tiercelin (* 1849 in Rennes; † 2. Juni 1915 in Paramé) war ein französischer Lyriker und Dramatiker.
Tiercelin debütierte 1867 und 1868 mit den Theaterstücken L’Occasion fait le larron und L’Habit ne fait pas le moine, die beide in Rennes aufgeführt wurden. Sein erster Gedichtband Les Asphodèles spiegelte das katholische Umfeld in seiner bretonischen Heimat wider. Er veröffentlichte Le Parnasse Breton contemporain, gründete 1889 die Zeitschrift L’Hermine, die er bis 1912 leitete und wurde damit zu einem bedeutenden Förderer der bretonischen Literatur und Lyrik. Internationalen Erfolg hatte sein Stück Le Sacrement de Judas, das in London von Forbes Robertson und in den USA von Kyrle Bellew aufgeführt wurde.

## Werke
- L’Occasion fait le larron, Komödie, UA 1867
- L’habit ne fait pas le moine, Komödie, UA 1868
- Marguerite d’Écosse, dramatisches Poem, vertont von Joseph Guy Ropartz
- Les Noces du croque-mort, Komödie
- L’Heure du chocolat, Schauspiel
- Les Asphodèles, Gedichte, 1873
- L’Oasis, Gedichte, 1880
- Un Voyage de noces, Drama, UA 1880
- Stances à Corneille, Schauspiel
- Le Voisin de gauche, Komödie
- Corneille et Rotrou, Komödie, UA 1884
- Les Anniversaires, Gedichte, 1887
- Le Rire de Molière, Schauspiel, UA 1888
- Le Parnasse Breton Contemporain, (Hrsg. mit Joseph Guy Ropartz), 1889
- Fethlène, lyrisches Drama, vertont von Joseph Guy Ropartz
- Pêcheur d’Islande, Schauspiel, (mit Pierre Loti, vertont von Joseph Guy Ropartz)
- Le Grand Ferré, Oratorium (mit Lionel Bonnemère, vertont von D.-F. Planchet), 1891
- Les Cloches, Gedichte, 1892
- Une Soirée à l’hôtel de Bourgogne, Komödie, UA 1892
- Mudarra, lyrisches Drama (mit Lionel Bonnemère, vertont von Fernande Le Borne)
- Kéruzel, Drama, 1894
- Le Coeur sanglant, Drama, 1894
- Le Cilice, Drama, 1894
- La Bretagne qui croit, pardons et pèlerinages en Bretagne, 1894
- L’Abbé Corneille, Komödie, UA 1895
- À l’épreuve, komische Oper (vertont von Louis Barras), UA 1896
- La Bretagne qui chante, Gedichte, 1903
- Bretons de Lettres, 1906
- La Catalane, lyrisches Drama, 1907
- Sous les Brumes de Bretagne, Gedichte
- Le Diable couturier, komische Oper (vertont von Joseph Guy Ropartz)
- La Tulipe noire, komische Oper (mit Lionel Bonnemère, vertont von Louis Barras)
- Le Sacrement de Judas, Drama
- Le Secret de Molière, Komödie
- Amourettes, Novellen
- La Comtesse Gendelettre, Roman